# Sendmail
Sendmail è un mail server (o meglio un mail transfer agent o MTA). È un progetto ben noto nelle comunità open source e Unix, ed è distribuito sia come software libero sia come software proprietario.

## Storia
Sendmail è un programma molto flessibile e discende dall'originale delivermail di ARPANET. Supporta molte tipologie di trasferimento e invio di mail incluso il popolarissimo SMTP. La versione originale di Sendmail fu scritta da Eric Allman nei primi anni '80 alla Università di Berkeley in California, lo stesso autore di delivermail. Delivermail era incluso nel 1979 con BSD versione 4.0 e 4.1. Sendmail fu incluso in BSD dalla versione 4.1c nel 1983 (la prima versione di BSD a includere TCP/IP).
Sendmail è ancora il più popolare Mail Server di Internet, sebbene stia perdendo posizioni. La sua popolarità è probabilmente dovuta al fatto che è il Mail Server standard della maggior parte delle varianti di Unix. Secondo uno studio del 2001, il 42% circa dei Mail server raggiungibili via Internet usavano Sendmail. Un'indagine più recente mostra un declino nell'uso di Sendmail, con una percentuale del 33% a dicembre 2006 . Sendmail è seguita come diffusione da Microsoft Exchange, Exim, e Postfix; questi quattro mail server sono gli unici ad avere una percentuale di utilizzo maggiore del 10%.
Sendmail è un pacchetto complesso con molte funzionalità. Può essere difficile da mettere in piedi per un sistemista, e la scarsa documentazione spesso non aiuta. Ad esempio, pur essendoci da molto tempo diversi sistemi di configurazione basati sulle macro, molti siti di supporto suggeriscono ai sistemisti di modificare direttamente il file sendmail.cf. La mancanza di aggiornamento del materiale di supporto da parte di molti venditori contribuisce a dare la percezione che Sendmail sia un pacchetto di difficile configurazione. In effetti, l'aspetto più universalmente noto di Sendmail è l'estrema cripticità del suo file di configurazione, "sendmail.cf".
La difficoltà di configurazione di Sendmail ha un aspetto positivo: è uno dei più flessibili e scalabili Mail Server. Nell'installazione di base, Sendmail supporta un'ampia varietà di protocolli, inclusi SMTP, ESMTP, DECnet's mail11, HylaFAX, QuickPage and UUCP. In più, nel 2001 Sendmail v8.12 ha introdotto il supporto per Milter (un programma/server esterno per il filtraggio delle mail che può partecipare ad ogni passo della comunicazione SMTP).

## Sicurezza
Sendmail nacque agli albori dell'Internet moderna, quando la sicurezza non era un problema così sentito come oggi. Le prime versioni di Sendmail avevano diverse vulnerabilità - ad esempio, l'Internet worm Morris sfruttava un buffer overflow di Sendmail. L'odierno Sendmail, correttamente configurato, non è meno (o più) sicuro di altri mail server moderni, come qmail, Exim, Postfix, o una delle tante alternative che esistono oggi.

## Sendmail X
La prossima generazione di Sendmail è detta Sendmail X (prima era stata chiamata Sendmail 9), e non è una evoluzione di Sendmail versione 8.
La prima release di Sendmail X (smX-0.0.0.0) è stata resa disponibile il 30 ottobre 2005. L'ultimo rilascio è smX-1.0.PreAlpha7.0.  e Sendmail X.0.1.Beta2.0 sono del 20 maggio 2006. Sendmail X.1.0.PreAlpha7.0 adesso ha la stessa licenza di Sendmail 8.
Lo sviluppo è cessato.
Il nuovo progetto derivato si chiama MeTA1, disponibile sul sito: http://www.meta1.org/

## Sendmail-8

### Rilasci
- Sendmail-8.13.8 2006-08-09
- Sendmail-8.13.0 2004-06-20
- Sendmail-8.12.0 2001-09-08
- Sendmail-8.11.0 2000-07-19
- Sendmail-8.10.0 2000-03-01
- Sendmail-8.9.0 1998-05-19
- Sendmail-8.8.0 1996-09-26
- Sendmail-8.7 1995-09-16
- Sendmail-8.6 1993-10-05
- Sendmail-8.1 1993-06-07

### Storia delle Vulnerabilità (in inglese)
Vulnerabilità di Sendmail nei bollettini e segnalazioni dei CERT.
- TA06-081A Sendmail Race Condition Vulnerability, su us-cert.gov. URL consultato l'8 ottobre 2006 (archiviato dall'url originale l'8 aprile 2006).
- CA-2003-25 Buffer Overflow in Sendmail, su CERT Advisories.
- CA-2003-12 Buffer Overflow in Sendmail, su CERT Advisories.
- CA-2003-07 Remote Buffer Overflow in Sendmail, su CERT Advisories.
- CA-1997-05 MIME Conversion Buffer Overflow in Sendmail Versions 8.8.3 and 8.8.4, su CERT Advisories.
- CA-1996-25 Sendmail Group Permissions Vulnerability, su CERT Advisories.
- CA-1996-24 Sendmail Daemon Mode Vulnerability, su CERT Advisories.
- CA-1996-20 Sendmail Vulnerabilities, su CERT Advisories.